# Fregaty typu Blackwood
Fregaty typu Blackwood (typ 14) – typ piętnastu brytyjskich fregat przeznaczonych do zwalczania okrętów podwodnych, zbudowanych w latach 50. XX wieku dla Royal Navy w związku z rosnącym zagrożeniem ze strony radzieckich okrętów podwodnych na Oceanie Atlantyckim. Trzy okręty trafiły do Indyjskiej Marynarki Wojennej.
Okręty były wykorzystywane do zapewnienia ochrony brytyjskim kutrom rybackim podczas wojen dorszowych z Islandią.
Wszystkie okręty zostały wycofane ze służby w marynarce wojennej w latach 70. XX wieku (część z nich trafiła do służby szkoleniowej).

## Okręty
Royal Navy
- F54 "Hardy"
- F48 "Dundas"
- F91 "Murray"
- F85 "Keppel"
- F62 "Pellew"
- F51 "Grafton"
- F97 "Russell"
- F78 "Blackwood"
- F88 "Malcolm"
- F94 "Palliser"
- F84 "Exmouth"
- F80 "Duncan"

 Indyjska Marynarka Wojenna
- F149 "Khukri"
- F144 "Kirpan"
- F146 "Kuthar"